# Indecision
Indecision est une série de sketchs satiriques diffusés par la chaîne humoristique américaine Comedy Central. Elle parodie la couverture des élections américaines (présidentielles et législatives) telle qu'elle peut être faite sur les chaînes d'information en continu, souvent appelées Decision.
Indecision est utilisé dans les deux émissions-phare de Comedy Central, The Daily Show et The Colbert Report.

## Indecisions
- InDecision 92 (en)
- InDecision 96
- Comedy Central's Indecision 2000 (en)
- The Daily Show: Indecision 2004 (en)
- The Daily Show: Indecision 2006 (en)
- Comedy Central's Indecision 2008 (en)
- The Daily Show: Indecision 2010[réf. nécessaire]
- Comedy Central's Indecision 2012[réf. nécessaire]